# L'atleta - Abebe Bikila
L'atleta - Abebe Bikila (Atletu) è un film del 2009 diretto da Davey Frankel e Rasselas Lakew.
Si tratta di un film biografico che racconta gli ultimi anni di vita del celebre maratoneta etiope Abebe Bikila.
Il film è stato presentato all'Edinburgh International Film Festival nel giugno del 2009. È stato proposto per la candidatura come miglior film straniero ai premi Oscar 2011.

## Trama
Etiopia, 1969. Abebe Bikila è un eroe nazionale dopo aver vinto consecutivamente due ori olimpici nella maratona: a Roma 1960 trionfò, correndo scalzo, da completo sconosciuto e a Tokyo 1964 vinse nonostante avesse subito un intervento di appendicite poche settimane prima. Alle Olimpiadi di Città del Messico si è dovuto ritirare a metà gara e ora pensa solamente a prepararsi per riscattarsi a Monaco 1972, dopo di che si dedicherà solamente alla famiglia.
Una notte però, mentre è alla guida della sua auto, rimane gravemente ferito in un incidente perdendo l'uso delle gambe; viene trasferito in un ospedale nel Regno Unito dove viene seguito dall'infermiera Charlotte nel periodo di riabilitazione. Bikila prende atto che non tornerà più a camminare, ma il suo spirito competitivo non lo abbandona e inizia a praticare il tiro con l'arco.
Qualche anno dopo, convinto dal vecchio amico e allenatore finlandese Onni, partecipa e vince una gara di slittini trainati da cani in Norvegia. In patria Bikila è ancora molto amato, alla proiezione di un documentario sulla sua ultima impresa viene accolto dagli applausi, compresi quelli dell'imperatore Hailé Selassié. Abebe Bikila morirà nel 1973 per un'emorragia cerebrale.